# Marnar Djurhuus
Marnar Djurhuus (født 1995, opvokset i Morskranes på Eysturoy) er en færøsk langdistanceløber, som løber for atletikklubben Treysti og for Færøerne. Guttorm Sørensen er hans træner. Han har sat flere færøske rekorder og bl.a. vundet DM for juniorer og vundet medaljer ved Island Games og Reykjavík International Games. Den 29. marts 2014 slog han en 25 år gammel færøsk rekord i halvmaraton, som Absalon Hansen havde sat, Djurhuus satte rekorden til halvmaraton i København, hvor han blev nummer 113 blandt over 25.000 løbere, Djurhuus løb med tiden 1.08.50. I januar 2015 sagde Marnar i et interview med aktuelt.fo, at han blev nødt til at melde afbud til Island Games 2015 i Jersey, da han havde problemer med ryggen.

## Karriere

### 2010
I september 2010 blev Marnar Djurhuus danmarksmester for juniorer i 3000 meter løb, han vandt med tiden 9.16,78. Ved samme stævne vandt han også sølv i 1500 meter løb. Han deltog i gruppen for drenge 14-15 år.

### 2011
Djurhuus vandt bronze i 5000 meter til Island Games 2011 i Isle of Wight, da var han kun 16 år gammel. Han vandt også bronze i 5000 meter ved DMU med tiden 15:45.12 og i 3000 meter indendørs løb med tiden 8:57.35, han løb i gruppen for drenge 17 år.

### 2012
I marts 2012 vandt han to guldmedaljer ved DM for juniorer i indendørs løb. Først vandt han i 3000 m med tiden 9:00.47 og derefter vandt han også guld i 1500 meter med tiden 4:17.21. Sjóvar kommune arrangerede velkomst for at hædre Djurhuus, efter at han var kommet hjem igen.

### 2013
I januar 2013 deltog han i Reykjavík International Games, hvor han vandt bronze i 3000 meter indendørs løb med tiden 8:53.03, som var ny færøsk rekord.
Ved Island Games 2013 vandt han bronze i 10.000 meter løb med tiden 33:14.40 minutter og bronze i 5.000 meter løb med tiden 15.46,70 minutter.
I september 2013 vandt han Top Run løbet, som startede ved tankstationen i Kollafjørður (75 meter over havet) og endte oppe på fjeldet Sornfelli (680 meter over havet), en strækning på 9,8 km. Marnar Djurhuus vandt med tiden 43:04, som var ny færøsk rekord på strækningen. Det var  MIF (Mjørkadals Idræts Forening), som plejede at arrangere løbet, dengang de opholdt sig i Mjørkadalur, som blev nedlagt af det danske forsvar og senere blev brugt til detention i stedet. Efter at Mjørkadals Idræts Forening blev nedlagt, har den færøske atletik klub Bragdið arrangeret løbet.

### 2014
I januar 2014 deltog Djurhuus ved Reykjavík International Games hvor han vandt sølv i 3000 meter indendørs løb med tiden 8:45, som var ny færøsk rekord.
1. marts 2014 vandt han DM guld i 3000 meter indendørs løb for juniorer i Skive. Han vandt med tiden 8 minutter og 49 sekund. Dagen efter, den 2. marts 2014 vandt han guld ved DM for juniorer i 1500 meter indendørs løb for drenge i aldersgruppen 18-19 år med tiden 4.05.85, som var ny færøsk rekord.

#### World Half Maraton 2014 i København
- Nr. 113 med tiden 1.08.50, som var ny færøsk rekord, den gamle rekord var sat af Abslalon Hansen 25 år tidligere.[13]